# Hydroperoxyde de tert-butyle
L'hydroperoxyde de tert-butyle est un hydroperoxyde de formule semi-développée (CH3)3C-OOH. Il est surtout utilisé comme source de radicaux pour des polymérisations et pour des réactions d'époxydation, en particulier pour l'époxydation de Sharpless.

## Synthèse
Plusieurs voies de synthèse sont possibles :
- réaction du peroxyde d'hydrogène et de l'isobutylène ou du tert-butanol en présence d'acide sulfurique ;

- réaction entre le tert-butanol et l'acide peroxysulfurique. Cette dernière réaction est toutefois dangereuse car un intermédiaire explosif est produit ;

- auto-oxydation de l'isobutylène par l'oxygène.